# Eteone dilatae
Eteone dilatae är en ringmaskart som beskrevs av Hartman 1936. Eteone dilatae ingår i släktet Eteone och familjen Phyllodocidae. Inga underarter finns listade i Catalogue of Life.